# Bileaiivka, Novovoronțovka
Bileaiivka (în ucraineană Біляївка) este localitatea de reședință a comunei Bileaiivka din raionul Novovoronțovka, regiunea Herson, Ucraina.

## Demografie
Componența lingvistică a localității Bileaiivka
     Ucraineană (97%)
     Rusă (3%)
Conform recensământului din 2001, majoritatea populației localității Bileaiivka era vorbitoare de ucraineană (97%), existând în minoritate și vorbitori de rusă (3%).